# Valle de Lecrín
Die Comarca Valle de Lecrín ist eine der 10 Comarcas in der Provinz Granada.
Die im Zentrum der Provinz gelegene Comarca umfasst 8 Gemeinden mit einer Fläche von 461,28 km².

## Lage
|        | Vega de Granada                             |                     |
| Alhama | Kompassrose, die auf Nachbargemeinden zeigt | Alpujarra Granadina |
|        | Costa Granadina                             |                     |

## Gemeinden
| Gemeinde                | Einwohner (2024) | Fläche km² | Dichte Einw./km² | Cod INE | Postleitzahl |
| ----------------------- | ---------------- | ---------- | ---------------- | ------- | ------------ |
| Albuñuelas              | 794              | 140,05     | 6                | 18007   | 18659        |
| Dúrcal                  | 7.209            | 76,63      | 94               | 18071   | 18650, 18659 |
| Lecrín                  | 2.268            | 40,49      | 56               | 18119   | 18656        |
| Nigüelas                | 1.239            | 30,93      | 40               | 18143   | 18657        |
| El Padul                | 9.536            | 89,15      | 107              | 18150   | 18640        |
| El Pinar                | 870              | 38,01      | 23               | 18910   | 18568        |
| El Valle                | 937              | 25,84      | 36               | 18902   | 18658        |
| Villamena               | 1.005            | 20,18      | 50               | 18908   | 18659        |
| Comarca Valle de Lecrín | 23.858           | 461,28     | 52               | –       | –            |

1. ↑  Instituto Nacional de Estadística Municipal Register of Spain